# 天羽田
天羽田（あもうだ）は、千葉県市原市の有秋地区にある大字。郵便番号は299-0126。

## 概要
市原市最西部に位置する。もともと大字姉崎の飛び地であったが、青葉台団地造成による行政地名変更により、大字姉崎との距離がさらに生じたため、大字天羽田として分離した。

## 地理
北は桜台及び椎津、東は深城、南は袖ケ浦市上泉、西は袖ケ浦市久保田と接している。

## 歴史

### 地名の由来
「あも」は「天（あま）」の転訛で、水辺の側の崩壊した丘陵又は山を意味し、「羽田」は「粘土質の田」を意味する。

## 世帯数と人口
2023年（令和5年）4月1日現在の世帯数と人口に関する情報は以下の通りである。
| 町丁字 | 世帯数  | 人口  | 人口 | 人口  | 人口     | 人口     | 人口  | 人口   |
| 町丁字 | 世帯数  | 総数  | 若年 | 若年  | 生産年齢 | 生産年齢 | 老年  | 老年   |
| ------ | ------- | ----- | ---- | ----- | -------- | -------- | ----- | ------ |
| 天羽田 | 203世帯 | 418人 | 32人 | 7.66% | 202人    | 48.33%   | 184人 | 44.02% |

## 通学区域
市立小学校・市立中学校と千葉県高等学校一覧#県立高等学校の通学区域は以下の通りである。
| 町丁字 | 小学校               | 中学校             | 高等学校 |
| ------ | -------------------- | ------------------ | -------- |
| 天羽田 | 市原市立有秋南小学校 | 市原市立有秋中学校 | 第9学区  |